# Allégation
Le mot allégation est d'origine latine, il est synonyme d'affirmation, de déclaration ou de prétention.

Le verbe dont ce substantif est tiré est « alléguer ».

## Éléments de définition
Une allégation est l’affirmation d'un fait par une partie dans une plaidoirie, que la partie prétend pouvoir prouver.
Les allégations restent des affirmations sans preuve, jusqu'à ce qu'elles puissent être prouvées.

## Dans le domaine agroalimentaire et sanitaire: allégations nutritionnelles
Les allégations nutritionnelles et de santé sont des allégations communiquant ou suggérant qu’une denrée alimentaire possède des propriétés nutritionnelles bénéfiques.